# Cecropia insignis
Cecropia insignis är en nässelväxtart som beskrevs av Frederik Michael Liebmann. Cecropia insignis ingår i släktet Cecropia och familjen nässelväxter. Inga underarter finns listade i Catalogue of Life.

## Bildgalleri

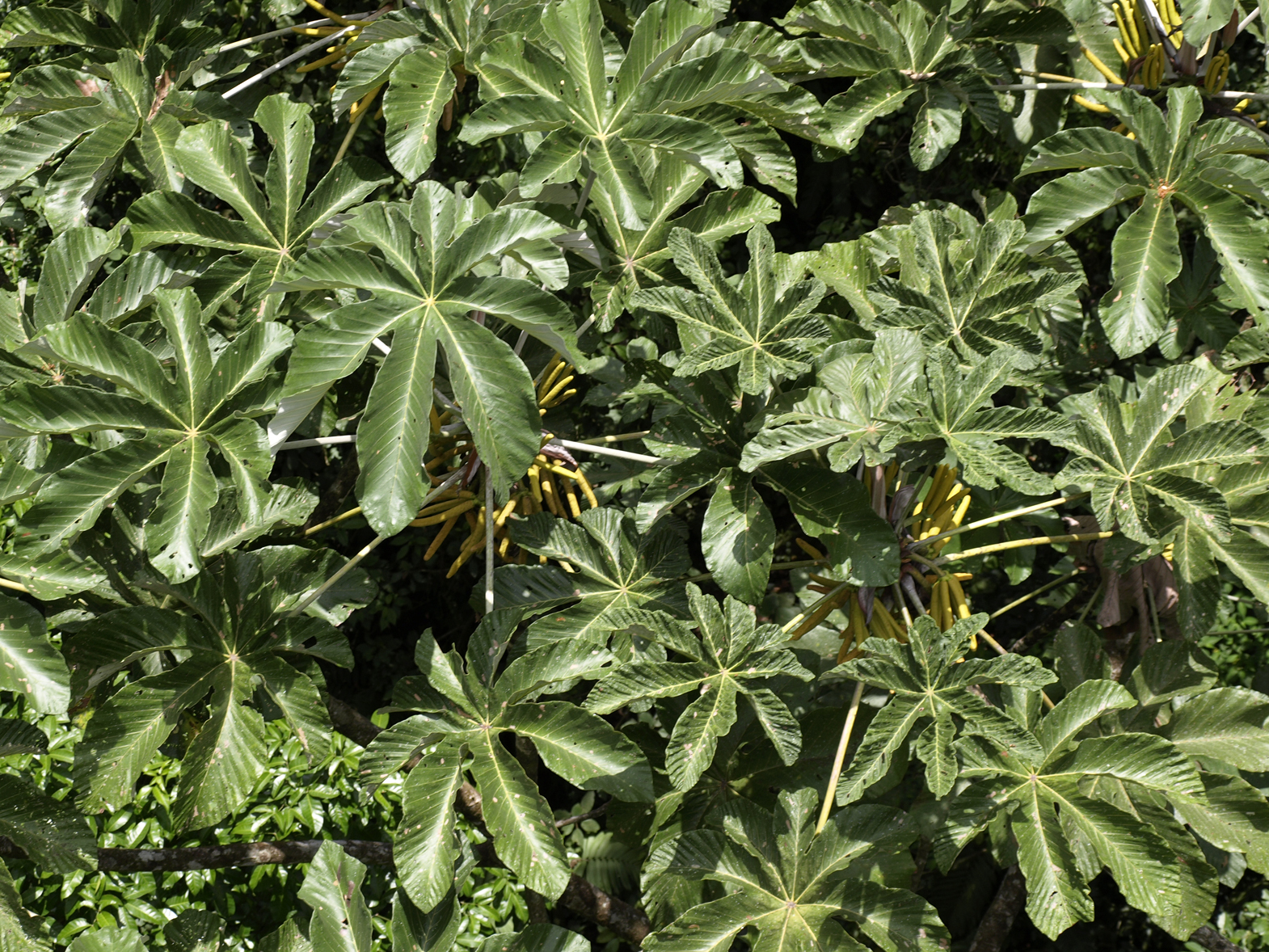